# Poza Rica de Hidalgo
Poza Rica de Hidalgo es una ciudad localizada al norte del estado mexicano de Veracruz. Es la cabecera del municipio de Poza Rica de Hidalgo. Es la ciudad más grande y poblada de la zona norte de la entidad veracruzana.
Su zona conurbada está conformada por asentamientos y núcleos de población, fraccionamientos, colonias, áreas industriales y comerciales, asentadas sobre territorios de los municipios limítrofes en una conurbación en proceso de ratificación por parte de los Ayuntamientos involucrados y el Congreso del Estado, en la que la ciudad de Poza Rica constituiría el núcleo central y que incluiría cinco municipios en forma parcial, con sectores periféricos de los municipios de Papantla, Coatzintla, Tihuatlán y Cazones.
La ciudad alberga delegaciones y oficinas gubernamentales y administrativos para la zona norte del Estado, así como una amplia oferta educativa que va desde educación elemental hasta universitaria; es además la sede administrativa de la Región Norte de Pemex Exploración y Producción, una de las 4 regiones en que se subdivide la subsidiaria de Petróleos Mexicanos. De acuerdo con el Programa de las Naciones Unidas para el Desarrollo, en la ciudad se observa un grado de desarrollo humano alto, con un IDH de 0.786 puntos.

## Historia
El territorio que actualmente abarca el municipio de Poza Rica estuvo habitado, aproximadamente, desde el año 800 de nuestra era. De su paso por estos lugares los antiguos habitantes dejaron indicios que en el mes de mayo de 2011 fueron descubiertos en el antiguo ejido de El Arroyo del Maíz.
Hasta el momento los datos de lo que pasó con Poza Rica durante la colonia y la conquista no están muy claros, pero según documentos antiguos para 1871 ya estaba habitada y ya se le reconocía como Poza Rica, en ese entonces era una comunidad indígena totonaca, perteneciente al municipio de Coatzintla. Los habitantes de Poza Rica se dedicaban al cultivo de sus tierras y disfrutaban de la abundante pesca del Río Cazones y de los arroyos.
De esa época proviene el nombre de Poza Rica pues se cuenta que en el remanso que le da nombre a la ciudad existía una gran cantidad de peces.
En 1896 los habitantes de Poza Rica y Poza de Cuero- actualmente colonia Manuel Ávila Camacho- recibieron, del gobierno municipal de Coatzintla, los títulos de propiedad de sus tierras.
Años más tarde se descubrieron yacimientos de petróleo en el municipio de Coatzintla, concretamente en la comunidad de Furbero la Compañía Oild Fields México Company extrajo grandes cantidades de petróleo y además instaló un campo Petrolero en la comunidad de Palma Sola.
A principios del Siglo XX se construyó la vía angosta del ferrocarril que cubría la ruta desde el puerto de Cobos en Tuxpan, hasta Furbero en Coatzintla, esa vía pasaba por la comunidad de Poza de Cuero- por donde actualmente se encuentra la plaza Garibaldi- y también cruzaba por Poza Rica, que era conocida también como el kilómetro 56.
Años más tarde la compañía Mexicana de Petróleo El Águila compró sus instalaciones a la Oild Fields México Company y descubrió en 1930 el pozo Poza Rica Número Dos que se encuentra en la actual colonia División de Oriente. Ese pozo fue tan rico que la compañía decidió cerrar su campo en Palma Sola y traérselo a Poza Rica en diciembre de 1932.
Así, a bordo de la maquinita Cobos - Furbero, llegaron a Poza Rica los trabajadores y sus familias para hacer crecer la ranchería. A partir de ese momento la tranquila comunidad indígena se va a comenzar a poblar con gente proveniente de todas partes de México e inclusive del mundo atraídos por la inmensa riqueza del subsuelo pozarricense y este lugar se convertirá en el centro de explotación petrolera más importante de México.
Las compañías explotaban y maltrataban a los trabajadores petroleros, por lo que muchos de ellos, de manera secreta, comenzaron a formar un sindicato que sería reconocido primero por la sección 1 del Sindicato del Águila con sede en Ciudad Madero, Tamaulipas y posteriormente sería integrado al gremio nacional como Sección 30.
Durante 1937 los obreros exigieron mayores prestaciones y salarios pero El Águila se negó a pagárselos, por lo que se declararon en huelga durante 57 días. Como los habitantes de Poza Rica dependían directa o indirectamente de la industria petrolera, todos se solidarizaron con los obreros creando por primera vez un sentido de pertenencia en el campo perolero. Ese mismo año, un grupo de trabajadores petroleros se entrevistaron con Lázaro Cárdenas para proponerle la expropiación del campo Poza Rica.
El presidente los escuchó pero les pidió calma, pues en ese momento las autoridades mexicanas estaban por decidir si obligaban a las compañías a pagar más prestaciones a los obreros. El 18 de marzo de 1938 Cárdenas decretó la expropiación de los bienes de las compañías petroleras extranjeras.
En Poza Rica fueron los obreros los encargados de recibir las instalaciones petroleras. Se cuenta que uno de los jefes ingleses le dijo a uno de los trabajadores que le entregaba las llaves pero que las cuidara muy bien porque pronto los extranjeros regresarían por lo que consideraban suyo. Para los años siguientes Poza Rica creció en población, en los años cuarenta se le conoció como La Capital Petrolera de México.
Aportación de Poza Rica en la Producción Petrolera Nacional (1936-1946)
| Año  | Producción (millones de barriles) | % de la producción nacional |
| 1936 | 13.7258                           | 33.46                       |
| 1937 | 18.6648                           | 39.88                       |
| 1938 | 22.0878                           | 57.42                       |
| 1939 | 26.4022                           | 61.56                       |
| 1940 | 28.4404                           | 64.57                       |
| 1941 | 25.4512                           | 59.13                       |
| 1942 | 22.1443                           | 63.59                       |
| 1943 | 20.7176                           | 58.94                       |
| 1944 | 21.0184                           | 55.09                       |
| 1945 | 22.9484                           | 52.70                       |
| 1946 | 26.2164                           | 53.24                       |

Los accidentes de la industria petrolera siempre fueron muy relevantes por los riesgos que implicaban para la población. En septiembre de 1947 se incendió el pozo Poza Rica 6, que se ubica en la actual colonia Anáhuac y tras varios días de luchar contra las llamas, al fin el 22 de septiembre, el trabajador petrolero Adolfo Rendón logró controlar el incendio que dejó enormes pérdidas a la industria petrolera. Las autoridades federales, como homenaje a su heroísmo, le ofrecieron a Rendón toda clase de recompensas por haber apagado el incendio, sin embargo él sólo pidió una escuela para su comunidad, La actual colonia Petromex. Fue así como se construyó la actual escuela primaria Benito Juárez.
1950 fue un año determinante en la historia de Poza Rica, ya que el 4 de septiembre, en la Congregación Poza de Cuero- km 52, actual colonia Manuel Ávila Camacho, se originó un incendio que acabó con buena parte de la zona comercial de ese poblado. Los damnificados acudieron al Palacio Municipal de Coatzintla para solicitar apoyos para reactivar sus negocios, pero la ayuda les fue negada, esto dio pie a que los vecinos de Poza de Cuero, se organizaran y solicitaran su separación de Coatzintla. Para el 22 de septiembre en Poza de Cuero, se forma el comité pro-pueblo encabezado por Agustín Rubio Zataray; y el 28 de ese mes solicitaron la creación del municipio de Poza Rica.
El 24 de noviembre de ese año se apagó el quemador de gases sulfhídricos del departamento de “Tratamiento de Utilización de Gas Natural” lo que generó la contaminación del aire y provocó el envenenamiento, con hidrógeno sulfurado, de 25 personas que fallecieron la madrugada de ese día.
Para 1951 los habitantes de Poza Rica y Poza de Cuero habían obtenido la adhesión de los vecinos de la Petromex, juntos lograron que la legislatura del estado de Veracruz creara el 13 de noviembre de 1951 el municipio libre de Poza Rica de Hidalgo Veracruz. El 20 de noviembre de 1951 quedó instalado el nuevo municipio que sería gobernado por un consejo municipal integrado por Francisco Lira Lara, como presidente, Raúl Crespo Rivera, Palemón Vázquez, Agustín Rubio Zataray, Adolfo Rendón Rendón, Raymundo Villegas y Edmundo Cárdenas, como vocales.

## Símbolos

### Escudo
Durante la administración municipal que presidió el arquitecto Luis Manuel Villegas Salgado de 1988 a 1991, el director de difusión cultural y responsable del departamento de acción social del ayuntamiento el licenciado Arturo Espinoza Vizcarra diseñó el escudo de Poza Rica cuya forma se describe de la siguiente manera:
|  | El escudo Escudo de Armas de Poza Rica de Hidalgo está blasonado así: En el centro tiene como principal un faro petrolero sobre una estructura que simboliza un yacimiento de hidrocarburo, de cuya parte superior brota el petróleo, a su lado derecho visto de frente posee una base con una bandera ondeante en la parte inferior unos peces que saltan de un lago que de acuerdo al nombre de Poza Rica, este debe precisamente a la abundancia de peces en una poza que se encontraba entonces en el caudaloso río Cazones, el faro es en referencia de la riqueza del subsuelo petrolero. Así mismo enmarcado en el escudo aparece en la parte superior izquierda la palabra POZA y RICA, en las partes superior izquierda y derecha, se encuentra asentada en forma dividida la palabra VERA - CRUZ, respectivamente. Abajo del faro y de los peces, con caracteres más pequeños, se lee "De Hidalgo", en honor al ilustre padre de la Patria, don Miguel Hidalgo y Costilla. Por último, en la parte superior izquierda, se encuentra el dibujo del cerro denominado Del Abuelo, y, arriba de él, una base de banderas de los países que conforman el continente americano (Parque de las Américas). |

### Evolución del escudo
A continuación, se muestra la evolución del escudo al paso de los años:
|           |
| 1988-1992 |

|           |
| 2001-2004 |

|           |
| 2011-2013 |

|           |
| 2014-2017 |

|                 |
| 2018 a la fecha |

## Geografía
Los límites geográficos y administrativos del municipio están determinados al noreste por el municipio de Papantla, al sur con el municipio de Coatzintla y al noroeste con el municipio de Tihuatlán, separado de este último por el cauce del río Cazones.

### Geología y relieve
El centro de la ciudad se asienta en un pequeño valle sobre la cuenca del río Cazones, en la llanura costera del Golfo de México, con una altitud promedio de 60 m s.n.m., aunque la mayor parte del territorio se asienta sobre suelos irregulares, en su mayor parte lomeríos al noreste de la ciudad, entre los que sobresale el Cerro del Mesón, con una altura máxima de 242 msnm. Los suelos preponderantes son del tipo vertisol, con un alto contenido de arcillas expansivas que forman grietas en temporadas de sequía.
Desde sus inicios, el acelerado crecimiento urbano rebasó en extensión la capacidad de los suelos llanos disponibles en la ciudad, expandiéndose la mancha urbana hacia el nororiente del municipio, haciendo uso cada vez más de suelos irregulares y lomeríos que limitan con el municipio de Papantla, habitando las faldas de los cerros que circundan el centro de la ciudad.

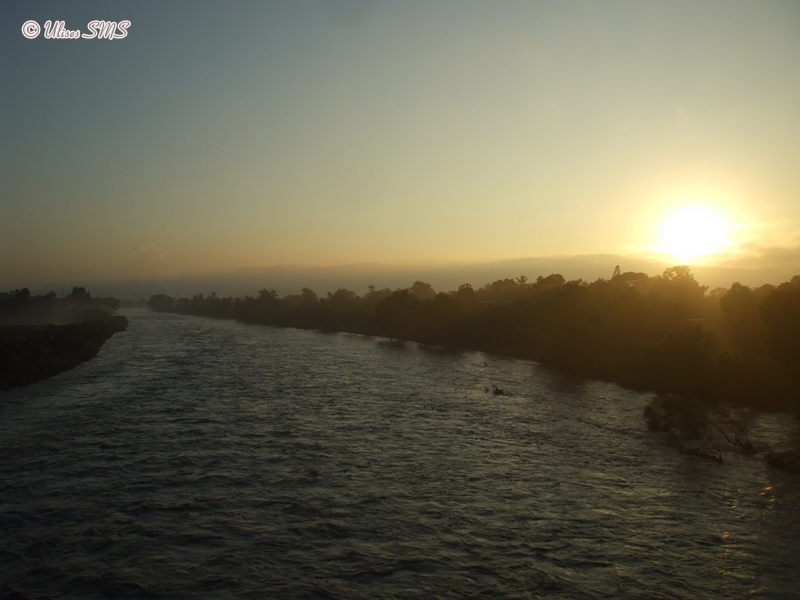
Amanecer del Río Cazones a las orillas de la ciudad de Poza Rica.

### Hidrografía
El municipio de Poza Rica está enclavado en la cuenca hidrográfica del río Cazones; este río de 100 km de longitud nace en la región montañosa del estado de Hidalgo y desemboca en el Golfo de México, tiene un escurrimiento promedio anual superior de 40 m³/s en su desembocadura. La ciudad también se encuentra circundada por varios arroyos tributarios del río Cazones como son el Mollejón, Hueleque, Salsipuedes y Arroyo del Maíz, que regularmente se ven afectados por inundaciones en la temporada anual de lluvias.

### Clima
El clima de la región es tropical, con una temperatura media anual de 24.4 °C, con abundantes lluvias en verano y principios de otoño. La precipitación media anual es de 1,010 mm.
| Parámetros climáticos promedio de Poza Rica de Hidalgo                    | Parámetros climáticos promedio de Poza Rica de Hidalgo | Parámetros climáticos promedio de Poza Rica de Hidalgo | Parámetros climáticos promedio de Poza Rica de Hidalgo | Parámetros climáticos promedio de Poza Rica de Hidalgo | Parámetros climáticos promedio de Poza Rica de Hidalgo | Parámetros climáticos promedio de Poza Rica de Hidalgo | Parámetros climáticos promedio de Poza Rica de Hidalgo | Parámetros climáticos promedio de Poza Rica de Hidalgo | Parámetros climáticos promedio de Poza Rica de Hidalgo | Parámetros climáticos promedio de Poza Rica de Hidalgo | Parámetros climáticos promedio de Poza Rica de Hidalgo | Parámetros climáticos promedio de Poza Rica de Hidalgo | Parámetros climáticos promedio de Poza Rica de Hidalgo |
| Mes                                                                       | Ene.                                                   | Feb.                                                   | Mar.                                                   | Abr.                                                   | May.                                                   | Jun.                                                   | Jul.                                                   | Ago.                                                   | Sep.                                                   | Oct.                                                   | Nov.                                                   | Dic.                                                   | Anual                                                  |
| ------------------------------------------------------------------------- | ------------------------------------------------------ | ------------------------------------------------------ | ------------------------------------------------------ | ------------------------------------------------------ | ------------------------------------------------------ | ------------------------------------------------------ | ------------------------------------------------------ | ------------------------------------------------------ | ------------------------------------------------------ | ------------------------------------------------------ | ------------------------------------------------------ | ------------------------------------------------------ | ------------------------------------------------------ |
| Temp. máx. abs. (°C)                                                      | 36.0                                                   | 38.5                                                   | 42.5                                                   | 47.0                                                   | 45.5                                                   | 43.5                                                   | 40.0                                                   | 41.0                                                   | 40.0                                                   | 38.5                                                   | 38.0                                                   | 36.0                                                   | 47.0                                                   |
| Temp. máx. media (°C)                                                     | 24.2                                                   | 26.1                                                   | 29.1                                                   | 32.3                                                   | 34.7                                                   | 34.7                                                   | 33.6                                                   | 34.1                                                   | 32.9                                                   | 31.0                                                   | 27.9                                                   | 24.9                                                   | 30.5                                                   |
| Temp. mín. media (°C)                                                     | 14.4                                                   | 15.4                                                   | 17.8                                                   | 20.5                                                   | 22.8                                                   | 23.3                                                   | 22.6                                                   | 22.6                                                   | 22.2                                                   | 20.3                                                   | 17.6                                                   | 15.5                                                   | 19.6                                                   |
| Temp. mín. abs. (°C)                                                      | 0.5                                                    | 2.5                                                    | 7.0                                                    | 9.0                                                    | 14.0                                                   | 17.0                                                   | 6.0                                                    | 15.0                                                   | 12.0                                                   | 10.5                                                   | 6.0                                                    | -0.5                                                   | -0.5                                                   |
| Precipitación total (mm)                                                  | 38.7                                                   | 36.6                                                   | 31.9                                                   | 56.9                                                   | 73.1                                                   | 139.4                                                  | 125.9                                                  | 125.7                                                  | 223.3                                                  | 154.0                                                  | 78.0                                                   | 49.4                                                   | 1132.9                                                 |
| Fuente: Servicio Meteorológico Nacional Consultado el 11 de enero de 2014 |                                                        |                                                        |                                                        |                                                        |                                                        |                                                        |                                                        |                                                        |                                                        |                                                        |                                                        |                                                        |                                                        |

## Población

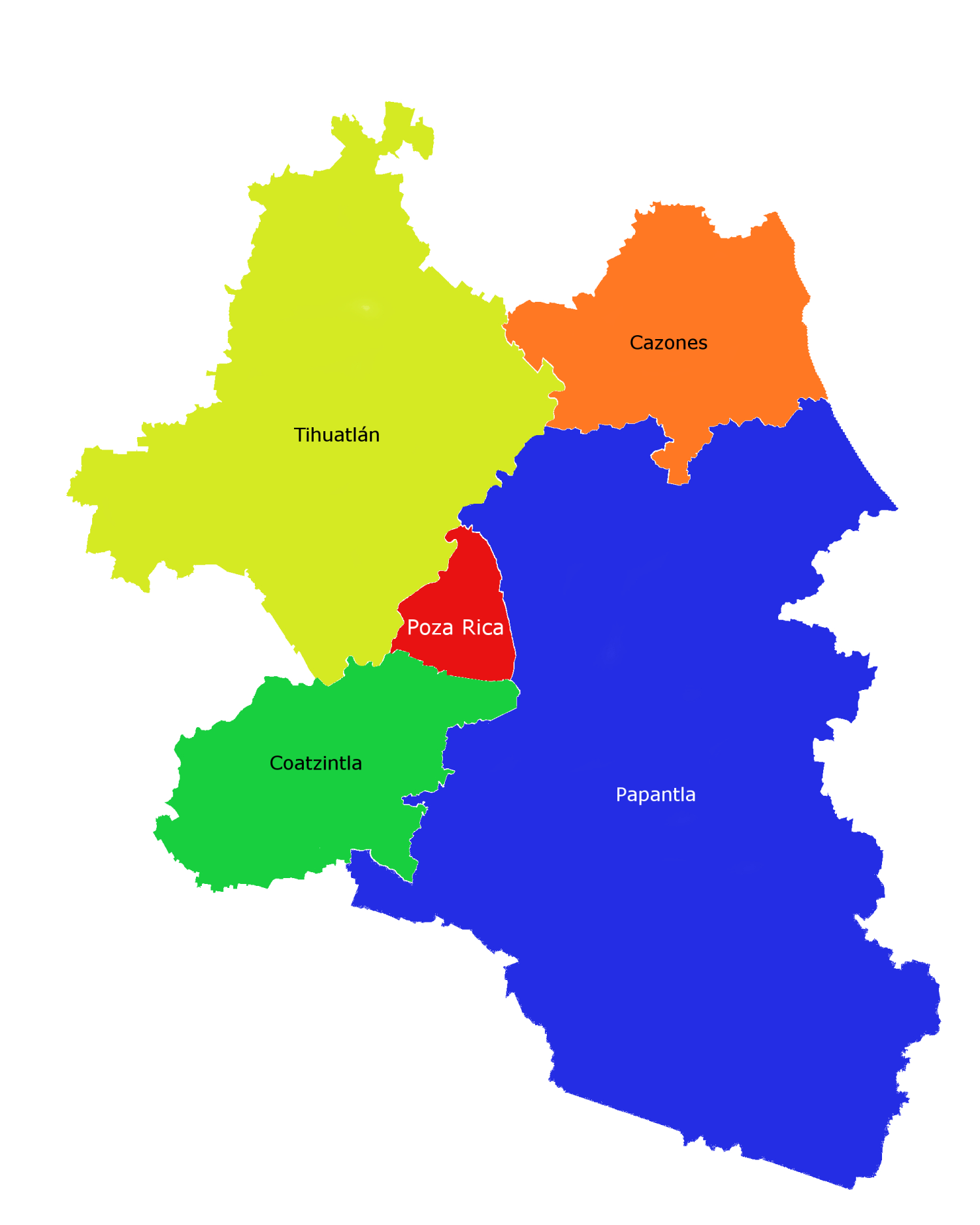
Mapa de los municipios que conforman la Zona Metropolitana de Poza Rica.

La población total de la ciudad es de 189,457 habitantes de acuerdo con el Censo de Población y Vivienda 2020, pero su zona metropolitana que se extiende más allá de sus límites geográficos y se asienta sobre territorios de los municipios limítrofes de Coatzintla, Tihuatlán, Papantla y Cazones tiene una población de 521,530 habitantes. De acuerdo con estimaciones del Instituto Nacional de Estadística y Geografía la Zona metropolitana de Poza Rica es la número 36 del país y la 3a. del Estado de Veracruz.
Así también Poza Rica registró anualmente en el año 2022, 1,778 nacimientos, por 1,614 defunciones, de los cuales, 20 de estos últimos, corresponden a menores de un año.

Evolución de la demografía de Poza Rica (1960-2020)
| Censo                                     | Año  | Población |
| VIII Censo General de Población           | 1960 | 71,770    |
| IX Censo General de Población             | 1970 | 120,462   |
| X Censo General de Población y Vivienda   | 1980 | 166,799   |
| XI Censo General de Población y Vivienda  | 1990 | 151,739   |
| Conteo de Población y Vivienda            | 1995 | 154,586   |
| XII Censo General de Población y Vivienda | 2000 | 152,838   |
| II Conteo de Población y Vivienda         | 2005 | 181,438   |
| Censo de Población y Vivienda             | 2010 | 193,126   |
| Encuesta Intercensal                      | 2015 | 200,119   |
| Censo de Población y Vivienda             | 2020 | 189,457   |

| Gráfica de evolución demográfica de Poza Rica entre 1960 y 2020 |
|                                                                 |

### Desarrollo humano
Poza Rica cuenta con un índice de desarrollo humano superior al estatal en las tres categorías que componen el índice y en dos categorías a nivel nacional. Se encuentra en la posición N.° 91 de 2,475 municipios del país, con una calificación de 0.786 puntos.
| Texto de encabezado | México | Veracruz | Poza Rica | Valoración                 |
| ------------------- | ------ | -------- | --------- | -------------------------- |
| Índice de Salud     | 0.771  | 0.770    | 0.890     | Desarrollo Humano Muy Alto |
| Índice de Ingreso   | 0.778  | 0.708    | 0.744     | Desarrollo Humano Alto     |
| Índice de Educación | 0.720  | 0.685    | 0.735     | Desarrollo Humano Alto     |

### Lenguas indígenas
En el municipio de Poza Rica de Hidalgo hay 3,414 personas de 5 años y más que hablan alguna lengua indígena, representando al 1.9% de la población, mientras que la tasa de monolingüismo de la población hablante de lengua indígena es de 0.8%. Las lenguas indígenas más habladas son el totonaco con 2,644 hablantes, el náhuatl con 535 hablantes, el otomí con 75 hablantes y el huasteco con 37 hablantes.

## Educación
Poza Rica es uno de los municipios de la República Mexicana con mayor índice educativo. El grado promedio de escolaridad de la población de 15 años y más es de 10.8 años, y la población analfabeta de 15 años y más en el municipio es de 3.1%, según el Censo de Población y Vivienda de 2020, obteniendo datos superiores al nivel estatal y al nivel nacional.

### Infraestructura educativa
La ciudad cuenta con: 5 guarderías, 104 preescolares, 110 primarias, 43 secundarias públicas y privadas, 36 bachilleratos, 3 escuelas de profesional técnico, 103 escuelas de formación para el trabajo, 2 de educación para adultos, 10 universidades las cuales 7 son privadas y 3 públicas.
Las universidades más importantes en la ciudad son: El Instituto Tecnológico Superior de Poza Rica, que con sus 25 años de servicio ha ganado premios a nivel nacional e  internacional, y el Campus Poza Rica-Tuxpan de la Universidad Veracruzana (UV), que es la Institución de Educación Superior más  importante del Estado y del sureste del país. En este sentido, la ciudad de Poza Rica es la sede y cabecera administrativa del Campus, que además de la ciudad de Tuxpan, comprende instalaciones  en otros municipios de la zona metropolitana y municipios cercanos. En Poza Rica se ofrecen carreras profesionales del área Tecnológica, de Ciencias de la Salud, Humanidades, Administrativas y Artes, además de programas de posgrado.

### Bibliotecas
La ciudad cuenta con 21 bibliotecas públicas, con un promedio anual de 178,987 consultas. Las bibliotecas más importantes son:
- Biblioteca Adolfo Rendón Rendón. Ubicada en la colonia Petromex.
- Biblioteca Municipal Francisco Lira Lara. Ubicada en el Parque Juárez.
- Biblioteca Salvador Padilla "Fundadores". Ubicada en la colonia Manuel Ávila Camacho.
- Unidad de Servicios Bibliotecarios y de Información (USBI) Región Poza Rica-Tuxpan. Ubicada en la colonia Obras Sociales.

### Mural dePablo O'Higginsen el Palacio Municipal

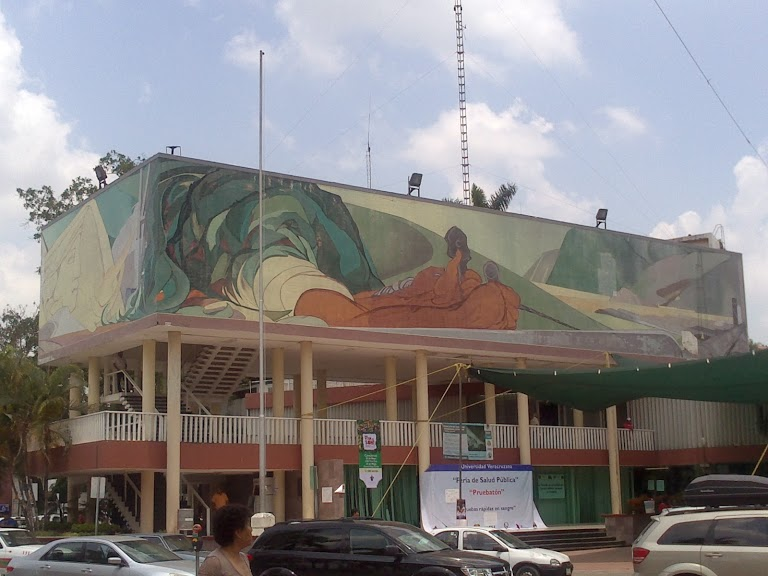
El mural de Pablo O'Higgins en la fachada del palacio municipal de la ciudad

Es la obra artística al exterior más importante de toda la zona norte de Veracruz, debido, en primer lugar a que se inventó una técnica para realizarlo luego porque fue ejecutada por un autor de renombre internacional y en tercer lugar por su antigüedad, pues cumple 52 años de haber sido inaugurada.
Se ubica en la fachada palacio municipal de Poza Rica y se denomina  “ Desde las primitivas labores agrícolas prehispánicas hasta el actual desarrollo de la industria petrolera”.  Este mural representa una nueva aportación a las artes plásticas por la técnica innovadora que nos permite tener el primer mural al exterior que posee las tonalidades y matices del fresco; los mosaicos que O´ Higgins denomina fachaletas y que componen el mural fueron elaboradas en las fábricas de cerámica Monterrey SA y PROCESA en noviembre de 1958 concluyéndo en enero de 1959.
Fue inaugurado el 18 marzo de 1959 con dimensión de 5 x 47 metros de extensión, consta de tres secciones planteadas en una unidad temática continua que mide de 5x 7, 5 x 11 y 5 x 29 metros conformando un total de 235 metros cuadrados con más de 11 mil mosaicos.
La obra ofrece un mensaje lleno de simbolismos y de claras referencias de nuestro valioso pasado histórico cultural, en su contexto manifiesta el mensaje de profundo valor humanista que le caracterizaba, la obra representa el proceso a través del cual se aprecia el resultado de la mano del hombre pintando un nuevo territorio hasta lograr convertirlo en una ciudad.

## Economía

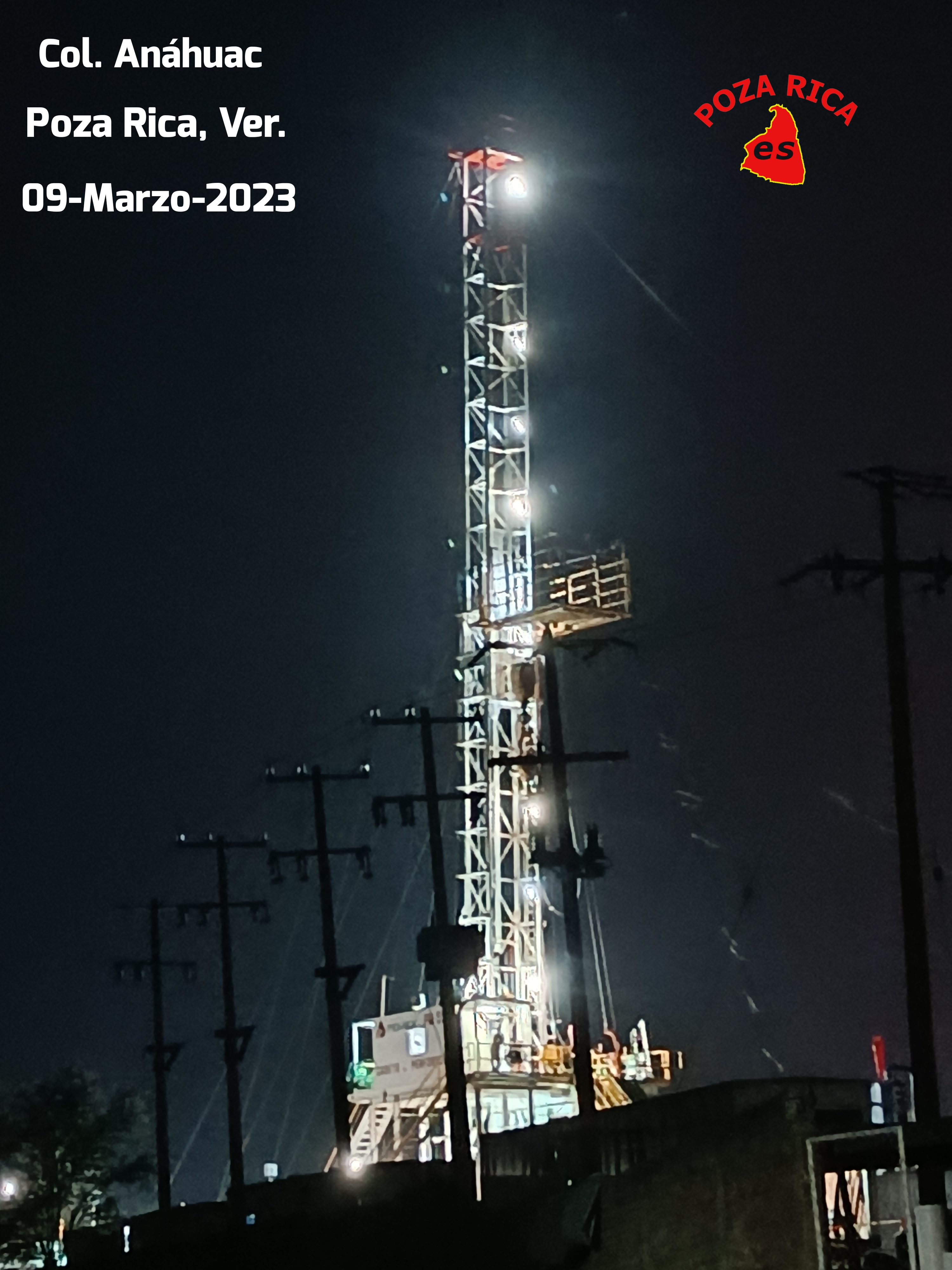
Pozo Poza Rica 531 en proceso de Perforación.

La economía está impulsada por el comercio, la industria del petróleo, la moda y el turismo. Lo que ha traído consigo un auge en materia comercial, que aunado a su ubicación estratégica y concentración de servicios, ocasiona un flujo cotidiano de personas residentes de otras localidades, municipios y ciudades cercanas como Papantla, Gutiérrez Zamora, Tecolutla, Martínez de la Torre, Tihuatlán y Coatzintla en el estado de Veracruz, extendiendo su área de influencia sobre localidades y poblaciones del vecino Estado de Puebla, que confluyen a ésta por distintos motivos, entre los que se encuentran salud, empleo, educación o compras, ya que en la misma se localizan los mayores centros de abasto, comercio y servicios.

### Industria petrolera
Poza Rica es una ciudad cuyo subsuelo contiene extremas cantidades de  petróleo correspondiendo la exploración y explotación de este, a la empresa paraestatal Petroleos Mexicanos (PEMEX). Poza Rica se encuentra considerada dentro de la "Región Norte" en la organización y producción petrolera. Conforme a las cifras oficiales proporcionadas por PEMEX, de los 2 millones, 547 mil barriles diarios de petróleo extraídos en toda la República Mexicana, 68 mil barriles corresponden a Poza Rica-Altamira.
Los campos petroleros de Poza Rica son considerados como maduros pero un problema son los quemadores ya que despiden gases tóxicos y la gente que vive cerca reporta de 4 a 6 casos de intoxicación y muerte por la misma, por lo que se visualiza que se requerirá de la aplicación de tecnologías actuales, con el objeto de conservar la explotación del petróleo para los próximos años.
En razón a ello, PEMEX presentó a la Comisión Nacional de Hidrocarburos, el proyecto de explotación de petróleo tiene como objetivo alcanzar una producción de 166.2 millones de barriles (mmb) de aceite y 203.2 miles de millones de pies cúbicos (mmmpc) de gas, con un costo de 42,056 millones de pesos durante el periodo de 2011 al 2025. Dicho proyecto tiene como alcance, adquirir 1,130 km² de sísmica, la perforación y terminación de 121 pozos, así como la realización de 262 reparaciones mayores. Se proyecta también, la optimización y/o desincorporación de instalaciones, así como el transporte y manejo de hidrocarburos, de 246 km de oleoductos y gasoductos.
La inversión por realizarse, estimada por la Comisión Nacional de Hidrocarburos será de 20,652 millones de pesos, con una expectativa de percibir 173,574 millones de pesos.

### Parques públicos
La ciudad de Poza Rica cuenta con 36 parques:  los más importantes son:
Plaza Cívica18 de marzo
Es el parque central de la ciudad se encuentra entre la Av. Lázaro Cárdenas y la calle 8 Norte. Cuenta con un auditorio para eventos musicales. También es lugar de muchos jóvenes que practican sus pasatiempos favoritos como andar en patines, en bicicleta etc.
|                                                                                           |
| Busto del expresidente de la república mexicana, ubicado en la plaza cívica "18 de Marzo" |

|                                                                 |
| Bóveda de la plaza cívica en donde se realizan diversos eventos |

Parque Juárez
Es el segundo Parque más grande de la ciudad, situado en la avenida 16 oeste es un parque público. Entre las atracciones que tiene son puestos de distintos artículos para jóvenes y público en general. También es lugar de muchos jóvenes.
| |
| Estatua del expresidente de la república mexicana Benito Pablo Juárez Garcia, ubicada en el parque que lleva su nombre. |

|                                                                   |
| explanada del Parque Juárez en donde se realizan diversos eventos |

Parque de las Américas
El Parque de las Américas debe su nombre al hecho de que en su plaza central se yerguen las banderas de todos los países del continente americano. Al estar ubicado en el llamado “Cerro del Abuelo”, posee una de las mejores vistas de la ciudad.
|                                                         |
| Vista de las luces navideñas del Parque de las Ámericas |

|                                                            |
| Vista de Poza Rica desde el Parque de las Ámericas en 2015 |

|                                                          |
| Vista nocturna hacia el Norte de Poza Rica Marzo de 2023 |

### Gastronomía
En cuanto a la gastronomía, esta se distingue por incluir platillos típicos de la región Totonaca y Huasteca, de los cuales el más reconocido es el Zacahuil, además de una gran variedad de antojitos típicos mexicanos, entre los que sobresalen los sopes, bocoles, molotes, tlacoyos, enchiladas, blanditas, sin olvidar la estrujada o los tamales como son los de puerco, picadillo, calabaza con camarón, zaragalla y los piques, respecto a los pescados y mariscos, se encuentra una gran variedad de platillos donde puedes encontrar desde los típicos cócteles o campechanas, pasando por el huatape de camarón, la zaragalla, jaibas o un pescado frito, etc.

### Medios de comunicación
La ciudad de Poza Rica dispone de los medios de comunicación más importantes de la región: estaciones de radio, 6 de ellas en la banda de AM (amplitud modulada) y 5 en la banda de FM (Frecuencia Modulada); canales de televisión de señal abierta y por cable, así mismo se editan 7 medios impresos locales como: La Opinión de Poza Rica, Noreste Diario Regional Independiente, El Mundo de Poza Rica, el Diario de Poza Rica, Acontecer Veracruzano, El Observador de Poza Rica, en Poza Rica Hoy y se distribuyen publicaciones de circulación local, estatal, nacional e internacional.

## Transporte
El transporte público es el medio de transporte principal de los pozarricenses, el taxi es el más usado.

### Autobuses
Los autobuses urbanos enlazan principalmente, colonias, barrios y con algunas ciudades cercanas, también existen microbuses que prestan el mismo servicio.
Existen en la actualidad 3 empresas de transporte urbano: Autotransportes Poza Rica-Coatzintla (ATPC), Coordinados y Ecológicos.

### Taxis
Existen en dos modalidades; colectivos que realizan servicio de pasajeros desde el centro de la ciudad a distintos puntos y colonias de la ciudad, así como los llamados "libres" que ofrecen el servicio en modalidad de carreras o dejadas, por una cuota acordada con el usuario, estos son los de mayor tamaño en su parque vehicular.
Existen además autopistas que comunican la ciudad con otros municipios.

### Aeropuerto Nacional El Tajín
El Aeropuerto Nacional El Tajín (código IATA: PAZ, código OACI: MMPA), es un aeropuerto nacional que se localiza a doce kilómetros al norte de la ciudad de Poza Rica, en el municipio de Tihuatlán. Se encarga del tráfico aéreo de las ciudades de Poza Rica y Túxpam. Actualmente no hay vuelos comerciales disponibles en el aeropuerto.

### Transporte terrestre nacional
Para el transporte terrestre con el resto del país, Poza Rica cuenta con cuatro terminales de autobuses. La Central de Autobuses, con dos salas; de primera y de segunda clase,
donde llegan más de 30 líneas de todo el país (Estrella Blanca, ADO, Eje del Golfo, Primera Plus, Chihuahuenses, AU, ADO PLATINO, ADO GL, Verdes Premium, Futura, Ómnibus de México). La segunda terminal, que se encuentra prácticamente en el centro de la ciudad, solo tiene acceso para los pasajeros que van y vienen de la ciudad vecina de Tuxpan (autobuses ADO). La tercera terminal se encuentra en la Petromex (alterna) sólo tiene salidas al sur del país (Xalapa, Veracruz, Coatzacoalcos, Villahermosa, Ciudad del Carmen, Chiapas, etc). Y la cuarta, el Parador Urbano de donde salen y llegan autobuses hacia la sierra del Totonacapan (Espinal, Ruinas del Tajín, Entabladero, Coyutla, etc).

### Sistema vial
El sistema vial de la ciudad es grande y complejo. Incluye 4 bulevares principales de 4 carriles en ambos lados y de 2 carriles en ambos sentidos, el puente cazones, el puente cazones 2 y un distribuidor vial de 3 km., que atraviesa el centro de la ciudad de norte a sur y viceversa, de poniente a norte, de sur a poniente y de este a sur.

## Deporte
El fútbol, el béisbol, el softbol, el fútbol americano, el baloncesto y el Atletismo son los deportes que más se practican en Poza Rica.
La ciudad cuenta con dos equipo de fútbol profesional, el Club de Futbol Petroleros de Poza Rica, que juega en la Liga Premier y el Atlético Poza Rica, que juega en la Tercera División. Durante el esplendor petrolero la ciudad tuvo un equipo de béisbol profesional llamado Petroleros de Poza Rica.

## Hermanamientos
- Texcoco de Mora, Estado de México (2019).[16][17]

- San Juan del Río, Querétaro.[18][19]